# Xiamaquan
Xiamaquan (kinesiska: 下马圈乡, 下马圈) är en socken i Kina. Den ligger i provinsen Hebei, i den norra delen av landet, omkring 210 kilometer nordväst om huvudstaden Peking. Antalet invånare är 2 634. Befolkningen består av 1 261 kvinnor och 1 373 män. Barn under 15 år utgör 12,0 %, vuxna 15-64 år 68 %, och äldre över 65 år 18,0 %.
Genomsnittlig årsnederbörd är 588 millimeter. Den regnigaste månaden är juli, med i genomsnitt 146 mm nederbörd, och den torraste är december, med 3 mm nederbörd.